# 塞爾巴赫河
50°34′15″N 6°31′02″E / 50.57084446848103°N 6.51717483748318°E
塞爾巴赫河（德語：Seelbach），是德國的河流，位於該國西部，處於北萊茵-威斯特法倫州，屬於烏爾夫特河的右支流，河道全長0.9公里，流域面積0.9平方公里，發源自施萊登。